# Edmond Fortier
Pour l’article homonyme, voir Fortier.
Edmond Louis Philippe Fortier (10 avril 1849-27 juin 1921) est un enseignant et homme politique fédéral et municipal du Québec.

## Biographie
Né à Saint-Gervais dans la région de Chaudière-Appalaches, M. Fortier étudia à l'École normale Laval. Il tente sans succès de devenir député provincial de Beauce, mais fut défait par Jean Blanchet en 1890. Il devint ensuite maire de la municipalité de Lambton et servit dix-neuf ans dans la milice du 23e bataillon de Beauce à titre de Capitaine.
Élu député du Parti libéral du Canada dans la circonscription de Lotbinière lors d'une élection partielle en 1900, il sera réélu en 1900, 1904, 1908, en 1909 et en 1911. Il ne se représente pas en 1917.